# Alldeutscher Verband
La Unión Pan Alemana o Liga Pangermana (en alemán: Alldeutscher Verband) fue una organización política de extrema derecha alemana dedicada a promover el pangermanismo y el imperialismo, a lo cual agregó un fuerte elemento de antisemitismo y militarismo desde inicios del siglo XX.

## Historia
La Alldeutscher Verband fue creada en 1891 en protesta por el Acuerdo Germano-Británico de 1890 realizado por el Imperio alemán con Gran Bretaña, donde el gobierno británico entregó a Alemania el archipiélago de Heligoland en el Mar del Norte a cambio de que el gobierno alemán abandonara sus pretensiones coloniales sobre Zanzíbar, lo cual fue atacado por la prensa ultranacionalista de Alemania, que consideraba perjudicial haber perdido la opción de ganar un amplio territorio colonial en África Oriental a cambio de un archipiélago juzgado como "poco valioso". 
Ante esta situación, el médico y colonialista alemán Carl Peters creó una "Liga Pan Alemana" con apoyo del empresario Alfred Hugenberg y otros ultranacionalistas. Ernst Hasse fue el primer presidente de la Alldeutsche Verband y fue sucedido por Heinrich Class en 1908. El empresario Emil Kirdorf fue también uno de sus fundadores, siendo uno de sus más connotados afiliados iniciales el sociólogo y economista Max Weber.
El objetivo de la Alldeutscher Verband era protestar contra las decisiones del gobierno alemán que consideraban podían "debilitar al país", propugnando un gobierno militarista, ultranacionalista, que se lanzara ampliamente a la obtención de más colonias alemanas en regiones de África y Asia, y que ejecutase una política despiadada de persecución y degradación contra la minoría étnica de origen polaco que residía en las provincias orientales del Reino de Prusia. 
Paulatinamente, desde inicios del siglo XX su ideología derivó hacia un fuerte componente de darwinismo social y elitismo conservador, junto con un franco racismo que propugnaba la superioridad cultural y biológica de los pueblos de origen alemán que justificaba el imperialismo y la adquisición de colonias en ultramar. Siguiendo estas ideas, la Alldeutscher Verband reclamaba mantener la "higiene racial" alemana y estaba en contra de toda mezcla con las llamadas "razas inferiores", como los judíos o los eslavos en general, propugnando por el contrario la "eliminación física" de estos pueblos.
Las protestas de la Alldeutscher Verband influyeron en el gobierno alemán y contribuyeron a debilitar la posición de Alemania en el extranjero, que ya había sido configurada por la diplomacia de Bismarck, quien precisamente rechazaba lanzar a Alemania a aventuras militares contra el resto de Europa: el abierto desprecio de la Alldeutscher Verband hacia los pueblos eslavos podía implicar dificultades diplomáticas.
La Alldeutscher Verband tuvo una importante influencia en el gobierno alemán durante la Primera Guerra Mundial, cuando dicho grupo se opuso a la democratización, favoreciendo la guerra submarina total. Los que se oponían a la Alldeutscher Verband fueron tildados de "cobardes" o "traidores" por la prensa ultranacionalista. Influyentes figuras de la Alldeutscher Verband fundaron el Vaterlandspartei (Partido de la Patria) en 1917 tras la petición de una gran parte del parlamento alemán de comenzar negociaciones de paz con los Aliados, siendo que el ultranacionalista y xenófobo Vaterlandspartei exigía continuar la guerra hasta que la Triple Entente capitulase por completo.
Después de la Primera Guerra Mundial, la Alldeutscher Verband apoyó al general Ludendorff, quien culpaba a demócratas y socialistas de haber "traicionado a Alemania" y haber contribuido a la derrota en la Gran Guerra. Según Ludendorff y la propaganda de la Alldeutscher Verband, el ejército no había sido responsable de la derrota alemana ni había equivocado sus tácticas bélicas, sino que había sido "traicionado" por políticos socialistas que habían mermado el esfuerzo bélico. 
Tal postulado fue reproducido febrilmente por los jefes militares del Reichsheer para salvar su prestigio a pesar de que, en realidad, Ludendorff había confesado a su Estado Mayor que la guerra estaba perdida desde septiembre de 1918, dos meses antes de la Revolución de Noviembre. Esta acusación dio lugar a la Dolchstoßlegende (el mito de la puñalada por la espalda), según el cual Alemania podría haber ganado la Primera Guerra Mundial de no haber sido por la división política interna de la cual se culpó a socialistas, comunistas y judíos. 
Hacia 1922 la Alldeutscher Verband contaba ya con unos 40 000 afiliados, grupo poco numeroso pero de gran influencia debido a que sus militantes pertenecían principalmente a grupos adinerados de empresarios, grandes comerciantes e industriales, con amplios contactos en la prensa y la política. Con el paso del tiempo, el ultranacionalismo de la Alldeutscher Verband causó que sus integrantes volcaran su apoyo al aún joven Partido Nacional Socialista de Adolf Hitler y que la misma Alldeutscher Verband se viera superada por el movimiento nazi, al punto que fue disuelta en 1939.